# Clas-Erik Odhner
Clas-Erik Teodor Odhner (Östermalm, Estocolmo 7 de mayo de 1921 – Täby, Estocolmo, 30 de noviembre de 1999) fue un agrónomo e investigador sueco.

## Biografía
Odhner era hijo del zoólogo y profesor Teodor Odhner y Ebba Nordenson. Obtuvo su título de agrónomo en 1947 y se convirtió en licenciado en agronomía en 1953. Fue empleado en el Ministerio de Agricultura de 1947 a 1949, se convirtió en secretario de investigación en LO en 1950 y jefe del departamento de investigación de LO en 1966. Es uno de los creadores del modelo EFO. Publicó "Framtidens socialism - Ett inlägg i programdebatten" (1957). Odhner está enterrado en el cementerio del Norte fuera de Estocolmo.